# Олексій Римський
Олексій Римський також відомий як Преподобний Олексій, Чоловік Божий, або Святий Алексій (італ. Alessio di Roma, Sant'Alessio, V століття, Рим, Італія) — ранньо-християнський святий з Риму.

## Життєпис
Святий Преподобний Олексій жив у IV–V столітті.
Народився в Римі. Батько його Євфіміан був побожним й багатим римським сенатором. Він відрізнявся душевною добротою та був милосердний. Євфіміан і дружина його Аглаїда довго не мали дітей, і це затьмарювало їхнє щастя. Але благочестива Аглаїда не полишала надії, і почув її Бог, і послав їм сина. Батько назвав немовля Олексій (у перекладі з грецької «захисник»). Святий Олексій ріс здоровою дитиною, добре і старанно вчився. Коли ж він досяг повноліття, Євфіміан та Аглаїда вирішили його одружити. Вони вибрали для сина дівчину царської крові, дуже гарну та багату. Залишившись після весілля віч-на-віч із молодою дружиною, святий Олексій віддав їй свій золотий перстень і поясну пряжку зі словами: «Збережи це, і нехай буде між тобою і мною Господь, доки не оновить нас Своєю благодаттю». Потім він тієї ж ночі покинув батьківський будинок. Сівши на корабель, що відпливає на Схід, юнак прибув до Лаодікеї Сирійської. Тут він пристав до погоничів ослів і дістався з ними до міста Едеси, де зберігався Нерукотворний образ Господа, зображений на плащаниці. Роздавши залишки майна, юнак одягнувся у лахміття і почав просити милостиню в притворі храму Пресвятої Богородиці. Щонеділі долучався він Святих Христових Тайн. Ночами Олексій не спав і молився. Вкушував він тільки хліб і воду.
Тим часом батьки та дружина святого Олексія, засмучені його зникненням, послали своїх слуг на пошуки. Були вони і в Едесі, входили до храму Пресвятої Богородиці й подавали милостиню святому Олексію, не впізнавши його.
Через деякий час слуги повернулися до Риму, не знайшовши святого Олексія. І нікому з рідних не було одкровення про нього. Тоді вони змирилися і, хоч продовжували скорботи й тужити за ним, але поклалися на волю Божу.
Преподобний Олексій провів в Едесі, у притворі храму Богородиці, сімнадцять років. Пречиста Богородиці явившись уві сні церковному сторожу, відкрила, що жебрак Олексій є Божою людиною. Коли ж жителі Едеси стали шанувати його, преподобний Олексій таємно втік. Він думав вирушити до м. Тарс (у Малій Азії, батьківщина святого апостола Павла), але корабель, у якому плив преподобний Олексій, у сильну бурю збився з курсу, довго блукав і пристав нарешті до берегів Італії, неподалік Рима. Святий Олексій, побачивши в цьому Божий промисл, пішов до дому батька свого, бо був упевнений, що його не впізнають. Зустрівши батька свого Євфиміана, він попросив у нього притулку і згадав про кровних його, що перебувають у мандрівці. Той радий був прийняти жебрака, дав йому місце в сінях свого дому, наказав носити йому їжу з господарського столу і приставив слугу допомогти йому. Інші слуги із заздрощів стали тишком-нишком ображати жебрака, але преподобний Олексій приймав знущання зі смиренням і радістю. Він, як і раніше, харчувався хлібом і водою, а ночами не спав і молився. Так минуло ще сімнадцять років. Коли ж наблизився час смерті його, преподобний Олексій написав все життя своє, і те таємне, що було відомо батькові з матір'ю, і слова, сказані дружині в шлюбному спокої.
У неділю після Божественної літургії у соборі святого апостола Петра відбулося диво. Від святого престолу вийшов голос згори: «Шукайте людину Божу, щоб він помолився за Рим і весь народ його». Весь народ у жаху та захваті впав ниць. У четвер увечері в соборі апостола Петра молили Господа відкрити їм людину Божу – і з престолу вийшов голос: «У домі Євфиміяна – людина Божа, там шукайте». У храмі були присутні римський імператор Гонорій (395–423), а також папа римський Інокентій I (402–417). Вони звернулися до Євфиміана, але той нічого не знав. Тоді слуга, приставлений до святого Олексія, розповів Євфіміану про його праведність. Євфіміан поспішив до преподобного Олексія, але вже не застав його живим. Обличчя блаженно спочившего святого сяяло світлом нетутешнім. У руці преподобний Олексій тримав міцно затиснутий сувій. Тіло святого Олексія з належними почестями перенесли і поклали на ложі. Імператор і папа римський схилили коліна, просячи святого розтиснути руку. І святий Олексій виконав їхнє прохання.
Сувій із життєписом святого був прочитаний читцем храму в ім'я святого апостола Петра. Отець, мати і дружина святого Олексія з плачем припали до тіла святого, вклонилися до його чесних останків. Побачивши таку подію, багато хто плакав. Ложе з тілом святого Олексія було поставлено посеред центральної площі. До нього став стікатися народ, щоб очиститись і розв'язатись від недуг своїх. Німі починали говорити, сліпці прозрівали, одержимі та душевнохворі одужували. Бачачи таку благодать, імператор Гонорій та папа Інокентій I самі понесли тіло святого у похоронній процесії. Чесні останки святого Олексія, людини Божої, поховані у храмі в святого Боніфація 17 березня 412 року. 1216 року були знайдені мощі святого. 
Будучи ще малим хлопцем, святий Олексій намагався допомогти убогим і знедоленим. Він зрікся привілеїв свого високого походження та відійшов у тінь світу. Прибувши до Сирії, поселився в убогій хатинці неподалік церкви Матері Божої в Едесі, де вів життя вбогого жебрака. Так прожив Олексій 17 років, аж доки Пресвята Богородиця не виявила його святості людям, які назвали його Божим чоловіком.
Поховали Олексія у Римі.

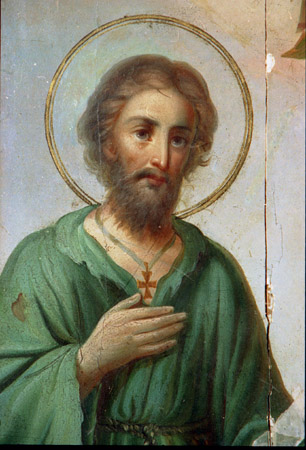
Олексій людина Божа

Покровитель: алексіан (католицька інституція, що опікується хворими), жебраків, виробників ременів, медсестер, подорожуючих-пілігримів.

## Пам'ять
- 17 березня (30 березня за юліанським календарем) святкується день Святого Олексія[1]

## Джерело
- Рубрика Покуття. Календар і життя святих[недоступне посилання з липня 2019]
- Преподобний Олексій, чоловік Божий
- Святого Олексія, 30 березня — Олександр Токар